# Saunajärvi (sjö i Urais, Mellersta Finland)
Saunajärvi är en sjö i kommunen Urais i landskapet Mellersta Finland i Finland. Den är 4 meter djup. Arean är 36 hektar och strandlinjen är 2,87 kilometer lång. Sjön  ingår i Kymmene älvs huvudavrinningsområde.   Den ligger omkring 33 kilometer nordväst om Jyväskylä och omkring 250 kilometer norr om Helsingfors. 